# Kいち
Kいち（ケイイチ、1975年6月21日 - ）は、日本の俳優、モノマネタレント。

## 人物
- 本名：佐藤圭一郎
- 出身地： 日本・宮崎県高千穂町
- 血液型：A型
- 事務所：スターダスト（業務提携）

## 経歴
ストリートパフォーマー、ダンサー、芸人、ミュージシャンを経て役者として活動。
劇団K助（スターダスト業務提携）に、10年間所属し、2006年よりすべての作品に参加。そのほか劇団気晴らしBOYZに6年間所属。山田ジャパン、ベニバラ兎団、ざ✩くりもん、劇団クロックガールズ、太陽マジックその他多数の劇団に客演。
20代で六本木のショーパブに出演し、当時ボキャブラ天国などで活躍していたBOOMER、プリンプリン、ピーピングトムと知り合いお笑い業界の世界に入る。ショーパブ歴は10年。この頃は路上パフォーマンス、ダンス、お笑いコンビなどジャンルを問わない活動を経て、2018年以降は、ピース綾部のものまねでテレビ出演が多い。
舞台においては役者のほか、総合演出も務める。

## 出演

### 舞台
- ワタナベエンターテインメント 『OUT OF ORDER』（2002年～2003年）
- ワタナベエンターテインメント 『OUT OF ORDER 笑うな！』（2004年）
- 劇団K助2006年以降の作品すべてに出演。
- 劇団Ｋ助プレゼンツ『オムニー』（2010年、野方区民ホール）
- 劇団Ｋ助プレゼンツ『オムニー２』（2010年、野方区民ホール）
- トツゲキ倶楽部 『リ：ライト ～イトシキキヲク～』（2011年）
- THE東京ピチピチBOYS『悪さしながら男なら 小粋で優しい馬鹿でいろ』（2011年)
- DHE＠stageプロデュース 『陰陽師～Ｌｉｇｈｔ ａｎｄ Sｈａｄｏｗ～』（2011年)
- 劇団・たいしゅう小説家・企画ユニット「COMEDY TRAIN」 MINI PLAY
- 『「サダオのサダメ」 ～ベイビ-ドン・クライ～』（2011年)
- サルメのトーキョーお座敷レビュー 『20TH CENTURY TOY ! !～ G線上のマニア ～』（2011年)
- 劇団Ｋ助プレゼンツ「オムニー3」（2011年、野方区民ホール）
- 気晴らしBOYZ「竜馬がいっぱい」（2011年、中目黒ウッディシアター） 脚本・演出／田中大祐
- 気晴らしBOYZ「ろくでなしコーラス」（2011年、中目黒ウッディシアター） 脚本・演出／田中大祐
- 劇団Ｋ助プレゼンツ「オムニー４」（2011年、北沢タウンホール）
- 劇団Ｋ助プレゼンツ『オムニー5』（2012年、野方区民ホール）
- 劇団スーパーエキセントリックシアター（ブレーメン企画）「中島鉄砲火薬店」   （2012年、シアターグリーン BOX in BOX THEATER）脚本・演出／御笠ノ忠次
- 立川志の輔原作「忠臣ぐらっちぇ！」（2012年、笹塚ファクトリー） 脚本・演出／かわのをとや
- 万本桜企画「月曜日が止まらない」（2012年、千本桜ホール）脚本・演出／大滝裕一
- ベニバラ兎団「ラ ヌーヴォーカルチェ・ラタン！」（2012年東京 渋谷CBGK シブゲキ!!）
- 気晴らしBOYZ「MILLION DOLLAR ED」（2012年、中目黒ウッディシアター） 脚本・演出／田中大祐
- 気晴らしBOYZ「SECURITY BOYZ！！！！〔俺たちスーパー警備員）〕 （2013年、サンモールスタジオ）
- 気晴らしBOYZ「ろくでなしコーラス 再演」（2013年、笹塚ファクトリー）
- コロンビアーナ「ONE‐MAN２」（2013年、サンモールスタジオ） 脚本・演出／金沢知樹
- 劇団太陽マジック「あかねの間」（2013年、千本桜ホール）作・演出／西条みつとし
- 劇団Ｋ助プレゼンツ「オムニー６」（2014年、野方区民ホール）
- 天泣に散りゆく（2016年、世田谷観音野外奉納舞台）NPO法人文化芸術教育支援センター
- 吉原哀恋桜（中目黒トライ）NPO法人文化芸術教育支援センター 脚本 松本京
- ACEシアター・シナリオライター発掘プロジェクト「2016年、猫カフェ物語」（演出・出演）
- ACEシアター・シナリオライター発掘プロジェクト「2017年、クリスマス後の物語」（演出・出演）
- ACEシアター・シナリオライター発掘プロジェクト「2018年、もうひとつの卒業物語」（総合演出・出演）
- ACEシアター・シナリオライター発掘プロジェクト「2019年、4月1日物語」（総合演出・出演）
- FM徳島ラジオドラマ（2019年4月〜9月）出演・キャスティングP
- Blue Print 「SHOWとコント」CBGKシブゲキ！
- 紅土に散りゆく（2019年9月）NPO法人文化芸術教育支援センター（出演・キャスティングP）
- ACEシアター・シナリオライター発掘プロジェクト「2020年、バレンタインデー物語」（総合演出・出演）
- (他、多数）
- NDプラットフォーム 第1回プロデュース公演「煙が目にしみる」（2025年9月）ウッディシアター中目黒（出演）予定[1]

### CM
- ポッカ じっくりことこと煮込んだスープ
- SEIYU
- Xperia XZ

### テレビ
- スター名鑑
- 絶体絶命アンサー
- 夜もヒットパレード
- スター名鑑（TBS）
- outof order（EX）
- スカッとジャパン（CX）
- 爆笑そっくりものまね紅白歌合戦(CX)
- ものまねグランプリ（NTV）
- うちのガヤがすみません(NTV)
- 芸人報道(NTV)

### ウェブテレビ
- チャンスの時間（2018年9月18日、10月23日、AbemaTV）[2][3]